# Nazionale femminile under 17 di calcio dell'Irlanda
La nazionale Under-17 di calcio femminile dell'Irlanda è la rappresentativa calcistica femminile dell'Irlanda formata da giocatrici al di sotto dei 17 anni, gestita dalla federazione calcistica dell'Irlanda (Football Association of Ireland - FAI).
Come membro dell'Union of European Football Associations (UEFA), partecipa a vari tornei di calcio internazionali ufficiali, il campionato europeo e il campionato mondiale FIFA di categoria, e a invito, come il Torneo di La Manga.
Il risultato più prestigioso ottenuto dalla formazione Under-17 è il secondo posto nell'Europeo UEFA conquistato all'esordio, nell'edizione 2010, e i quarti di finale al Mondiale di Trinidad e Tobago 2010.

## Risultati agli Europei Under-17
- 2008: Non qualificata
- 2009: Non qualificata
- 2010: Secondo posto
- 2011: Non qualificata
- 2012: Non qualificata
- 2013: Non qualificata
- 2014: Non qualificata
- 2015: Fase a gironi
- 2016: Non qualificata
- 2017: Fase a gironi
- 2018: Non qualificata
- 2019: Non qualificata
- 2020 - 2021: Tornei cancellati
- 2022: Non qualificata
- 2023: Non qualificata

## Piazzamenti ai Mondiali Under-17
- 2008: Non qualificata
- 2010: Quarti di finale
- 2012: Non qualificata
- 2014: Non qualificata
- 2016: Non qualificata
- 2018: Non qualificata
- 2022: Non qualificata